# Mykola Rashonow
Mykola Iwanowytsch Rashonow (ukrainisch Микола Іванович Разгонов Nikolai Rasgonow, engl. Transkription Nikolay Razgonov, ukrainisch Микола Разгонов; * 16. Januar 1964 in der Ukrainischen SSR) ist ein ehemaliger sowjetischer Sprinter.
Bei den Leichtathletik-Halleneuropameisterschaften gewann er 1986 in Madrid Bronze und 1988 in Budapest Gold über 200 m.
1987 und 1988 wurde er sowjetischer Hallenmeister über dieselbe Distanz.

## Persönliche Bestzeiten
- 200 m: 20,62 s, 16. Juli 1986, Kiew
  - Halle: 20,62 s, 6. März 1988, Budapest